# Goran Hunjak
Goran Hunjak (Zagabria, 13 novembre 1965) è un ex calciatore ed ex giocatore di calcio a 5 jugoslavo naturalizzato statunitense.

## Carriera
Con la nazionale maschile di calcio a 5 degli Stati Uniti d'America Hunjak ha disputato il FIFA Futsal World Championship 1996 in cui la selezione nordamericana è stata eliminata nel girone del primo turno comprendente Italia, Uruguay e Malaysia.